# 24 uur van Daytona 1980
De 24 uur van Daytona 1980 was de 18e editie van deze endurancerace. De race werd verreden op 2 en 3 februari 1980 op de Daytona International Speedway nabij Daytona Beach, Florida.
De race werd gewonnen door de Liqui Moly #2 gereden door Reinhold Joest, Rolf Stommelen en Volkert Merl. Voor Stommelen was het zijn derde Daytona-zege, terwijl Joest en Merl allebei hun eerste overwinning behaalden. De GTU-klasse werd gewonnen door de William J. Koll #62 van Bill Koll, Jim Cook en Greg LaCava. De GTO-klasse werd gewonnen door de Montura Racing #54 van Tony Garcia, Alberto Vadia en Terry Herman.

## Race
Winnaars in hun klasse zijn vetgedrukt.
| Pos. | Klasse | No. | Team                          | Coureurs                                                 | Chassis                        | Ronden |
| ---- | ------ | --- | ----------------------------- | -------------------------------------------------------- | ------------------------------ | ------ |
| 1    | GTX    | 2   | Liqui Moly                    | Reinhold Joest Rolf Stommelen Volkert Merl               | Porsche 935 J                  | 715    |
| 2    | GTX    | 09  | Thunderbird Swap Shop         | John Paul sr. Al Holbert                                 | Porsche 935/77A                | 682    |
| 3    | GTX    | 0   | Interscope Racing             | Ted Field Danny Ongais Milt Minter                       | Porsche 935 K3/80              | 664    |
| 4    | GTX    | 80  | All Canadian Racing           | Maurice Carter Craig Carter Murray Edwards               | Chevrolet Camaro               | 639    |
| 5    | GTU    | 62  | William J. Koll               | Bill Koll Jim Cook Greg LaCava                           | Porsche 914/6                  | 632    |
| 6    | GTO    | 54  | Montura Racing                | Tony Garcia Alberto Vadia Terry Herman                   | Porsche 911 Carrera RSR        | 630    |
| 7    | GTO    | 46  | DeNarvaez Racing              | Mauricio de Narváez Albert Naon Ricardo Londoño          | Porsche 911 Carrera RSR        | 629    |
| 8    | GTU    | 77  | Roger Mandeville              | Roger Mandeville Jim Downing Brad Frisselle              | Mazda RX-7                     | 618    |
| 9    | GTX    | 9   | Dick Barbour Racing           | Skeeter McKitterick Bob Garretson Anne-Charlotte Verney  | Porsche 935 K3                 | 599    |
| 10   | GTX    | 4   | Jolly Club                    | Carlo Facetti Martino Finotto                            | Lancia Beta Montecarlo         | 597    |
| 11   | GTX    | 59  | Brumos Porsche Audi           | Peter Gregg Hurley Haywood Bruce Leven                   | Porsche 935/79                 | 584    |
| 12   | GTU    | 73  | Z&W Enterprises               | Mark Hutchins Pierre Honegger Fred Apgar                 | Mazda RX-7                     | 546    |
| 13   | GTO    | 89  | Hector Huerta                 | Francisco Romero Jean-Paul Libert Ernesto Soto           | Porsche 911 Carrera RSR        | 544    |
| DNF  | GTO    | 65  | Nicholas/McRoberts Racing     | John Morton Tony Adamowicz                               | Ferrari 365 GTB/4 Competizione | 539    |
| 15   | GTU    | 78  | Revolution Wheels             | Robert Giesel Bruce Nesbitt Alan Johnson                 | Mazda RX-2                     | 533    |
| DNF  | GTX    | 93  | Whittington Bros.             | Bill Whittington Don Whittington Dale Whittington        | Porsche 935 K3                 | 509    |
| 17   | GTU    | 81  | Trinity Racing                | Lyn St. James Mark Welch Tom Winters                     | Mazda RX-7                     | 498    |
| 18   | GTU    | 08  | Moran Construction            | M. L. Speer Ray Ratcliff Terry Wolters                   | Porsche 911 SC                 | 489    |
| 19   | GTU    | 57  | Independent Personalized      | Wayne Baker Dan Gilliland Jeff Scott                     | Porsche 914/4                  | 486    |
| 20   | GTU    | 82  | Trinity Racing                | John Casey Steve Dietrich Lee Mueller                    | Mazda RX-7                     | 483    |
| 21   | GTO    | 10  | Oftedahl Trucking             | Dave Heinz Gerry Wellik Bob Young                        | Chevrolet Camaro               | 476    |
| 22   | GTO    | 22  | Group Bruckmann               | Volker Bruckmann David Goodell Rug Cunningham            | Porsche 911 Carrera RSR        | 464    |
| 23   | GTO    | 37  | Botero Racing                 | Honorato Espinosa Jorge Cortes Francisco López           | Porsche 911 Carrera RS         | 457    |
| DNF  | GTU    | 39  | JLC Racing                    | Allan Moffat Amos Johnson Stu Fisher                     | Mazda RX-7                     | 440    |
| DNF  | GTO    | 28  | Tom Nehl                      | Tom Nehl Peter Kirill Kathy Rude                         | Chevrolet Camaro               | 435    |
| DNF  | GTO    | 68  | T&R Racing                    | Luis Méndez Tico Almeida Rene Rodríguez                  | Porsche 911 Carrera RSR        | 423    |
| 27   | GTO    | 15  | Bavarian Motors International | Alf Gebhardt Bruno Beilcke                               | BMW 3.5 CSL                    | 420    |
| 28   | GTO    | 92  | The Cummings Marque           | Don Cummings Guido Levetto                               | Shelby GT350                   | 410    |
| 29   | GTX    | 6   | Dick Barbour Racing           | John Fitzpatrick Manfred Schurti Dick Barbour            | Porsche 935 K3/80              | 405    |
| DNF  | GTO    | 71  | Keirn Garage                  | Philip Keirn Larry Trotter Ed Errington                  | Chevrolet Corvette             | 402    |
| 31   | GTX    | 76  | Arrow Heating Co.             | Joe Chamberlain John Chamberlain Richard Valentine       | Chevrolet Corvette             | 393    |
| DNF  | GTO    | 85  | David Deacon                  | David Deacon Peter Moennick Jacques Bienvenue            | Porsche 911 Carrera RSR        | 375    |
| 33   | GTU    | 06  | Intrepid, Inc.                | Joe DiBattista Tom Ciccone Alan Howes                    | Porsche 911                    | 358    |
| DNF  | GTU    | 79  | Sports Ltd. Racing            | Bob Bergstrom Pat Bedard                                 | Mazda RX-7                     | 355    |
| 35   | GTO    | 56  | Rick Borlase                  | Rick Borlase Don Kravig Michael Hammond                  | Porsche 911                    | 348    |
| DNF  | GTX    | 69  | Preston Henn                  | Preston Henn Pierre Dieudonné                            | Ferrari 512 BB/LM              | 341    |
| DNF  | GTO    | 24  | American Racing Team          | Jack Refenning Ray Mummery Ren Tilton                    | Porsche 934                    | 337    |
| DNF  | GTU    | 52  | Snowmobile Racing             | Joseph Hamilton Tom Cripe Fred Snow                      | Porsche 911 S S                | 301    |
| DNF  | GTX    | 5   | Racing Associates             | Charles Mendez Brian Redman Paul Miller                  | Porsche 935 K3                 | 290    |
| DNF  | GTU    | 96  | NTS Racing                    | Bob Earl William Coykendall Fred Stiff                   | Datsun 240Z                    | 281    |
| DNF  | GTO    | 42  | Dick Neland                   | Dick Neland Bill Ferran Joe Cotrone                      | Chevrolet Camaro               | 270    |
| DNF  | GTU    | 95  | Mike Ramirez Racing           | Mike Ramirez Manuel Villa Luis Gordillo                  | Porsche 911                    | 263    |
| DNF  | GTX    | 11  | March Engineering             | Michael Korten Patrick Nève Ian Grob                     | BMW March M1                   | 260    |
| DNF  | GTU    | 70  | Herman Racing                 | Chris Doyle Charles Guest Mike Meyer                     | Mazda RX-7                     | 250    |
| DNF  | GTX    | 13  | Andial Racing                 | Elliott Forbes-Robinson Randolph Townsend Howard Meister | Porsche 935 K3                 | 233    |
| DNF  | GTO    | 32  | Scorpio Racing                | Jamsal Carlos Pineda Eduardo Barrientos                  | Porsche 911 Carrera RSR        | 233    |
| DNF  | GTX    | 25  | Deren Automotive              | Kenper Miller Dave Cowart Christine Beckers              | BMW M1                         | 222    |
| DNF  | GTX    | 55  | Racing Associates             | Ralph Kent-Cooke Gérard Bleynie Claude Ballot-Léna       | Porsche 935                    | 217    |
| DNF  | GTO    | 38  | Boricua Racing                | Bonky Fernandez Tato Ferrer Kees Nierop                  | Porsche 911 Carrera RSR        | 211    |
| DNF  | GTX    | 19  | Chris Cord Racing             | Chris Cord Jim Adams                                     | Chevrolet Monza                | 188    |
| DNF  | GTX    | 94  | Whittington Bros.             | Dale Whittington Axel Plankenhorn                        | Porsche 935/79                 | 179    |
| DNF  | GTO    | 44  | Group 44                      | Bob Tullius John McComb John Kelly                       | Triumph TR8                    | 171    |
| DNF  | GTO    | 75  | Show Cars of Florida          | Dale Kreider Billy Hagan Stephen Bond                    | Chevrolet Corvette             | 170    |
| DNF  | GTX    | 05  | Racing Associates             | Bob Akin Roy Woods Bobby Rahal                           | Porsche 935 K3                 | 156    |
| DNF  | GTO    | 51  | Moana Corp.                   | Robert Kirby John Hotchkis John Hotchkis jr.             | Porsche 911 Carrera RSR        | 147    |
| DNF  | GTX    | 3   | Jim Busby Racing              | Jim Busby Bruce Jenner Rick Knoop                        | BMW March M1                   | 139    |
| DNF  | GTU    | 23  | Frank L. Carney               | Don Devendorf Dick Davenport Frank Carney                | Datsun 280ZX                   | 109    |
| DNF  | GTO    | 99  | Full-Time Racing              | Phil Currin                                              | Chevrolet Corvette             | 89     |
| DNF  | GTX    | 30  | Electrodyne                   | Gianpiero Moretti Fernando Cazzaniga Bruce Canepa        | Porsche 935 J                  | 72     |
| DNF  | GTO    | 58  | Coco Lopez-Pina Colada        | Diego Febles Chiqui Soldevilla Mandy Gonzalez            | Porsche 911 Carrera RSR        | 60     |
| DNF  | GTO    | 16  | Yenko Chevrolet-Honda         | Kim Mason Don Yenko Jerry Thompson                       | Chevrolet Corvette             | 56     |
| DNF  | GTU    | 17  | Racing Beat                   | Walt Bohren Dennis Aase Jeff Kline                       | Mazda RX-7                     | 51     |
| DNF  | GTO    | 03  | Toyota Village                | Werner Frank Rudy Bartling Angelo Pallavicini            | Porsche 934                    | 51     |
| DNF  | GTU    | 83  | Zotz Garage                   | Harro Zitza John Belperche Doug Zitza                    | Porsche 914/6                  | 44     |
| DNF  | GTX    | 63  | Guy Thomas                    | Nort Northam Hugh Davenport Guy Thomas                   | Chevrolet Camaro               | 29     |
| DNF  | GTX    | 07  | Heimrath Racing               | Ludwig Heimrath Carlos Moran Johnny Rutherford           | Porsche 935                    | 29     |
| DNF  | GTU    | 18  | Automobile International      | Anatoly Arutunoff José Marina George Drolsom             | Lancia Stratos HF              | 20     |
| DNF  | GTO    | 88  | Herb Adams VSE                | Herb Adams Joe Crevier Kenny Roberts Walker Evans        | Pontiac Firebird Trans-Am      | 0      |
| DNS  | GTX    | 00  | Interscope Racing             | Ted Field Danny Ongais Milt Minter                       | Porsche 935/77                 | 0      |
| DNS  | GTO    | 8   | Bob Beasley                   | Bob Beasley Chuck Grantham George Stone                  | Porsche 911 Carrera RSR        | 0      |
| DNS  | GTX    | 14  | Renaissance Group Racing      | Pierre Dieudonné Jorge Koechlin Leon Walger              | Porsche 935                    | 0      |
| DNS  | GTO    | 98  | Van Every Racing              | Lance van Every Ash Tisdelle Bill Johnson                | Porsche 911 Carrera RSR        | 0      |
| DNQ  | GTU    | 01  | Roehrig Racing                | J. Kurt Roehrig Francois Laurin Dave White               | BMW 320i                       | 0      |
| DNQ  | GTU    | 12  | Sidney Smith III              | Sidney Smith Tommy Johnson Karl Schoepflin               | Porsche 914/6                  | 0      |
| DNQ  | GTU    | 33  | A-10 Racing                   | Richard Aten Peter Welter Jack Refenning                 | Porsche 911                    | 0      |
| DNQ  | GTU    | 35  | Janis Taylor                  | Del Russo Taylor Rex Ramsey Vic Provenzano               | Alfa Romeo Alfetta GTV         | 0      |
| DNQ  | GTO    | 49  | Tortilla Flats Racing         | Warwick Henderson Jerry Demele Bob Copeman               | Porsche 911 Carrera RSR        | 0      |
| DNQ  | GTX    | 91  | Grand Prix International      | Kerry Mitt Richard Valentine Bob Pearl                   | Chevrolet Corvette             | 0      |

1962 · 1963 · 1964 · 1965 · 1966 · 1967 · 1968 · 1969 · 1970 · 1971 · 1972 · 1973 · 1974 · 1975 · 1976 · 1977 · 1978 · 1979 · 1980 · 1981 · 1982 · 1983 · 1984 · 1985 · 1986 · 1987 · 1988 · 1989 · 1990 · 1991 · 1992 · 1993 · 1994 · 1995 · 1996 · 1997 · 1998 · 1999 · 2000 · 2001 · 2002 · 2003 · 2004 · 2005 · 2006 · 2007 · 2008 · 2009 · 2010 · 2011 · 2012 · 2013 · 2014 · 2015 · 2016 · 2017 · 2018 · 2019 · 2020 · 2021 · 2022 · 2023 · 2024 · 2025